# Johan Olof Wallin
Johan Olof Wallin, född 15 oktober 1779 i Yttre Skomsarby i Stora Tuna socken i Dalarna, död 30 juni 1839 vid ett tillfälligt besök i Uppsala, dit han ännu inte hunnit flytta som ärkebiskop, var en svensk ärkebiskop och skald.
Wallin var son till fältväbeln vid Dalregementet sedermera kaptenen Johan Abraham Wallin och Beata Charlotta Harkman. Han förlovade sig 1808 med Sophie Runewall (1790–1817), men gifte sig den 12 augusti 1810 med Anna Maria Dimander (1781–1866). Äktenskapet med Anna Maria Dimander var barnlöst.
Johan Olof Wallin studerade vid Falu trivialskola, Västerås gymnasium och Uppsala universitet. Han var huvudansvarig för 1819 års psalmbok till vilken han svarade för text/översättning/bearbetning av 286 olika psalmer (av 500) av dessa behölls 222 i 1937 års psalmbok. Han blev domprost i Västerås 1816 (tillträdde 1818). År 1818 utsågs han till pastor primarius (tillträdde 1821). År 1830 blev han överhovpredikant, och ärkebiskop i Uppsala 1837.
Redan i unga år ansågs Wallin vara en begåvning. Vid universitetet fick Daniel Boëthius ett stort inflytande över hans filosofi, och kontakten med den tyska förromantikens dikter blev avgörande för hans estetik. Detta i kombination med hans patriotism gjorde att han kom att föregripa den götiska diktningen, som dock inte delade alla hans ideal, men som inspirerades av det storslagna och högstämda i hans skrifter vilket blev stilbildande och senare uppfattat som ”det typiskt svenska”. Han är representerad i den danska Psalmebog for Kirke og Hjem.
Även om han idag är mest ihågkommen som psalmdiktare, var han i sin samtid minst lika beundrad som predikant och talare. Han var medlem i Stora uppfostringskommittén från 1825, och var till en början strikt konservativ men blev mer liberal med åren. En av hans insatser var grundandet av flera skolor, som Wallinska flickskolan i Stockholm. Han var avvisande till frikyrkligheten och dess väckelserörelse som han hann bevittna. Hans egen teologiska riktning var kristet nyhumanistisk, med lojalitet som mest utmärkande drag. 
Wallin var från 1810 till sin död ledamot av Svenska Akademien och innehade där stol nummer 1. Han var från 1826 till sin död preses i Samfundet Pro Fide et Christianismo.
Wallin var medlem i Svenska Frimurare Orden, där han den 15 november 1806 recipierade som medlem nummer 867 i S:t Johanneslogen S:t Erik. Han erhöll grad X år 1826.
Wallin valdes till hedersledamot av Västmanlands-Dala nation vid Uppsala universitet. Till nationen skrev han "Tack och Svar eller Vestmanno-Dala-Sång" med inledningsorden Vivant Vestmannias Samt Dalekarlias Urfält och berg.
Wallingatan i Stockholm är uppkallad efter honom. Även Wallingatorna i Borlänge och Uppsala är liksom Wallinvägen i Falun namngivna efter honom. I Solna finns Johan Olof Wallins väg,
Wallinska kyrkogården i Västerås är namngiven efter Wallin.

## Biografi
Av Sven-Herman Wallin år 2008 konstaterade, tidigare fadderskap att döma, torde Johan Olof Wallins familj vara befryndad med biskoparna Georg Wallin den äldre (1644–1723), Georg Wallin den yngre (1686–1760) och Martin Georg Wallenstråle (1733–1807), adlad i egenskap av biskopsson år 1756.

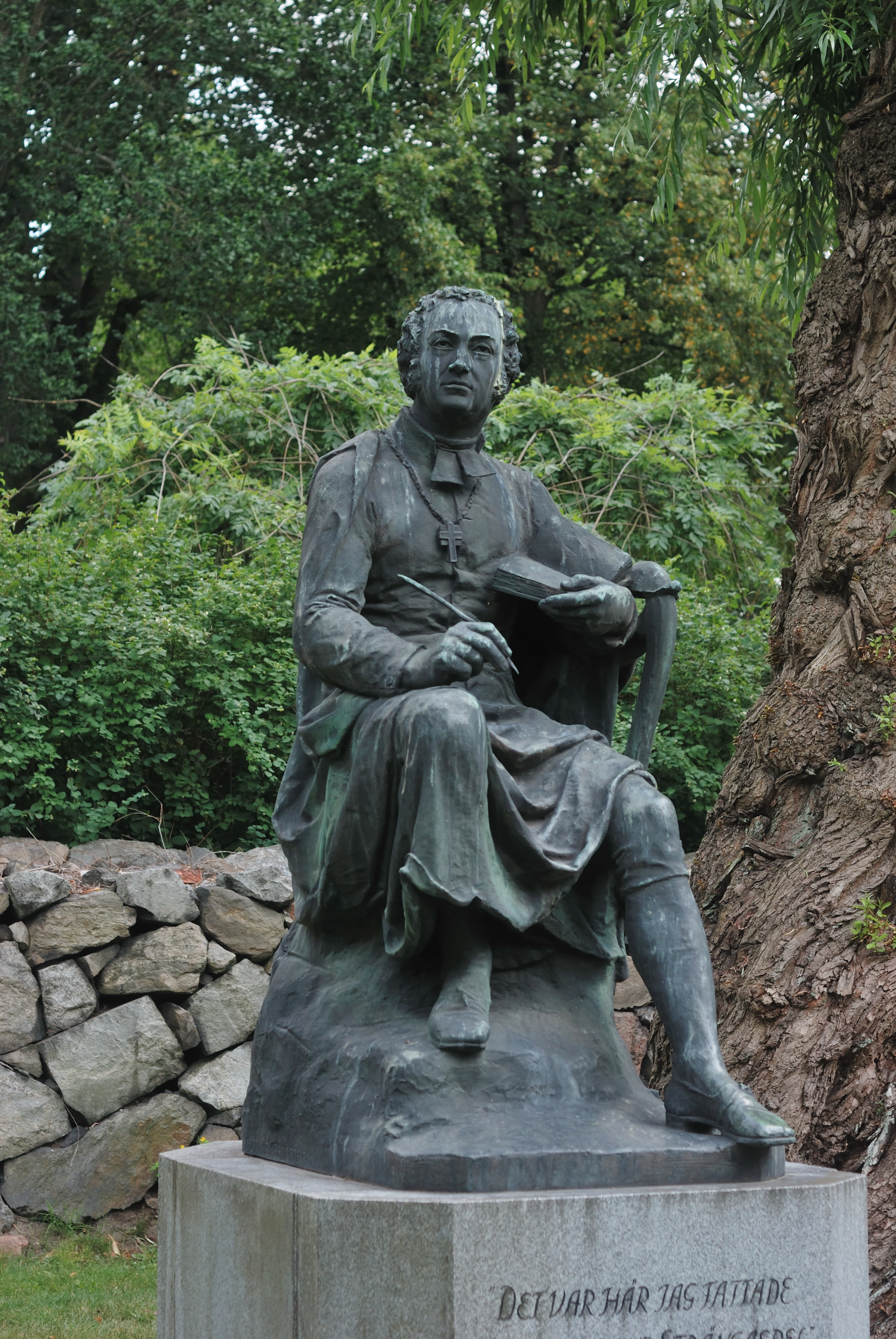
Skulptur av Wallin utanför prästgården i Solna kyrkby.

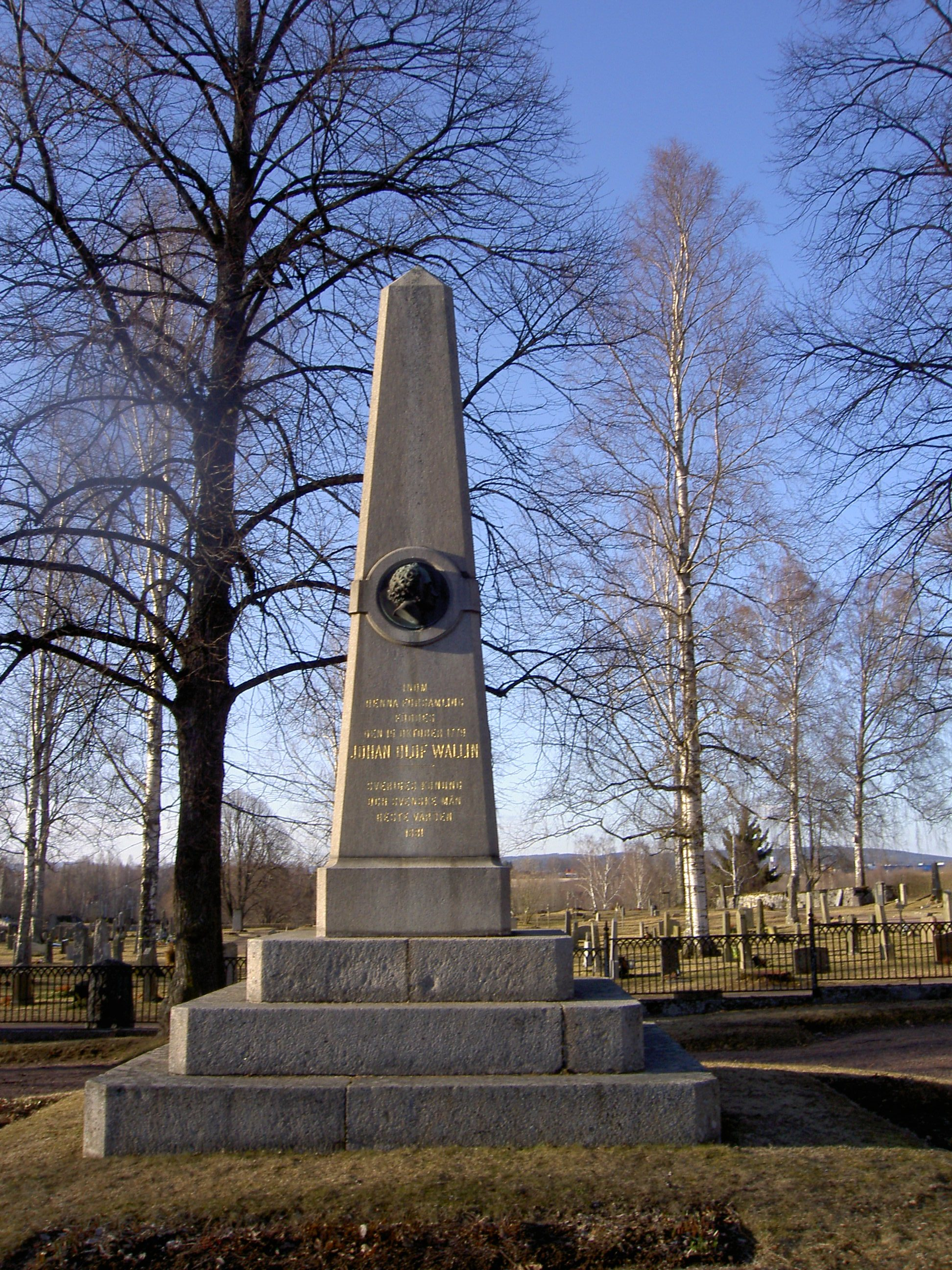
Johan Olof Wallins minnessten vid Stora Tuna kyrka.

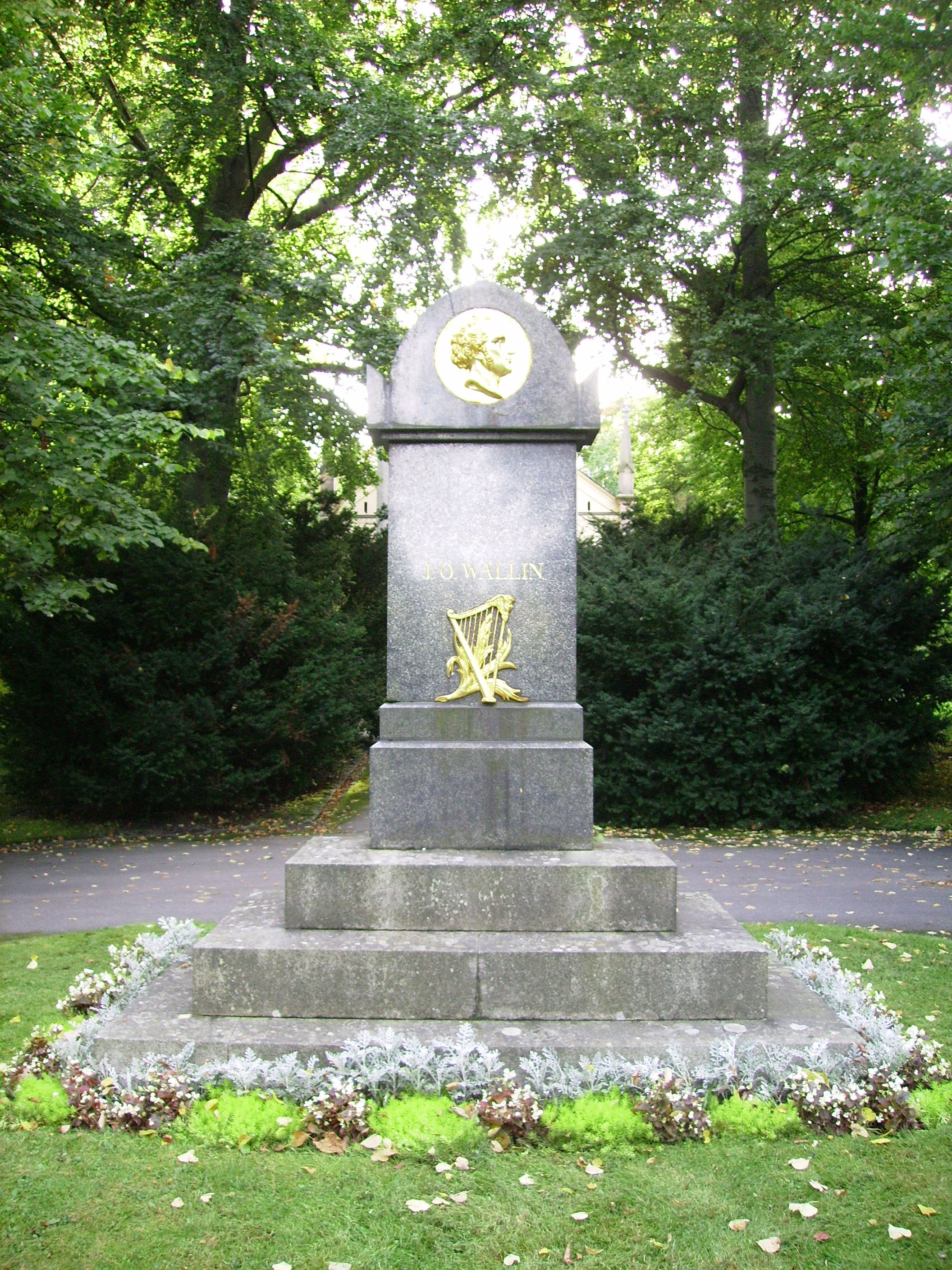
Johan Olof Wallins gravvård på Norra begravningsplatsen i Solna kommun. Texten på vården lyder: ”Jordens Oro Wiker, För den frid, som varar: Grafven allt förliker, Himlen allt förklarar.”

Wallin erhöll sin första undervisning vid skolan i Falun, varefter han fick tillfälle att börja vid Västerås gymnasium. På grund av bristande medel måste han flera gånger avbryta studierna där och skaffa sig uppehälle genom att undervisa yngre barn. Emellertid skötte han med så mycken flit sina studier, att han med högsta betyg blev student vid Uppsala universitet 1799. Efter fyra års studier i Uppsala promoverades han till filosofie magister 1803 och prästvigdes tre år därefter, på kallelse till huspredikant av överstekammarjunkaren friherre C. Hamilton på Boo, i vars hus han var lärare. Wallin erhöll samma år den efter Michael Choraeus lediga teologie adjunkturen vid Karlbergs krigsakademi och befordrades 1809 till slottspastor vid Karlberg, teologie lektor vid krigsakademin samt till kyrkoherde i Solna församling, blev teologie doktor samma år och utnämndes 1812 till kyrkoherde i Adolf Fredriks församling i Stockholm.
Från denna tid utövades hans prästerliga verksamhet huvudsakligen i Stockholm. Efter att en kort tid ha varit domprost i Västerås, befordrades han till pastor primarius och kyrkoherde vid Storkyrkoförsamlingen i Stockholm, där han stannade kvar till 1837, då han uppnådde den högsta andliga värdigheten i Sverige: ärkebiskop. Endast två år hade han innehaft denna plats, då han, djupt saknad av hela svenska folket, avled i Uppsala den 30 juni 1839. Han är begravd på Norra begravningsplatsen i Stockholm. 
Redan under studieåren i Uppsala hade Wallin diktat mindre stycken och hade 1803 fått Svenska Akademiens andra pris för efterbildningar av några oden av Horatius men blev egentligen först känd av allmänheten 1805, då han av Svenska Akademien erhöll inte mindre än tre pris på en gång, däribland stora priset för sin lärodikt Uppfostraren. I detta skaldeverk visar han sig ännu såsom lärjunge av den gamla akademiska skolan, från vars didaktiska riktning han i sin diktning snart mer och mer frigjorde sig. Under de närmast följande åren författade han stycken sådana som: Sjömannen, Hemsjukan, Hösten, Försakelsen med flera, om vilka det blivit sagt, att de endast behöva musikens hjälpmedel för att bli levande och oförgängliga för nationen. 
År 1808 mottog Wallin den största belöning, som Svenska Akademien någonsin utdelat, 200 dukater, för: ”Berättelse om konung Gustaf III:s ärestod, och de i anledning af densammes aftäckande anstälde högtidligheter.” Skriften innehåller också lovtal över Gustav III och hans gärningar. Han beskrivs som en generös person som hjälpte de svaga i samhället. Han tecknas dessutom som en skicklig fältherre. Dikterna är skrivna i tidens romantiska anda. Bland annat hittar man Johan Wallins dikt Dityramb den 24 Januarii 1808 (sidan 64) som specialskrevs för tillfället. 78 sidor. Frakturstil.
En del av denna sång, den först tillkomna och särskilt publicerade dityramben, utgör ett verkligen storslaget kväde. Men snart inträffade en omständighet, som blev av stor betydelse för den svenska litteraturen. Det var, då Wallin nämndes till ledamot i den då nedsatta nya kommittén för utarbetande av en ny psalmbok. I denna kommitté blev han snart den ledande anden och ägnade under många år åt psalmboksarbetet sin tid, sitt snille och sin kraft. Icke nöjd med det av kommittén 1814 framlagda förslaget, utarbetade Wallin och utgav 1816 sitt eget förslag, som med få ändringar av konungen, Karl XIII, gillades och stadfästes 1819. 
Själv hade han i denna bok författat 128 psalmer och omarbetat en stor mängd andra, varjämte anordningen av det hela nästan uteslutande var hans verk. Hans sista religiösa dikt var Dödens ängel, allmänt beundrad som ett av hans främsta verk. Bland Wallins tillfällighetsdikter märks hans Skål för George Washington. Av sina samtida var Wallin ej mindre än som skald känd och beundrad som predikant och andlig talare. Från vissa håll har hans predikningar blivit klandrade för bristande tankedjup, och i avseende på det dogmatiska innehållet har flera homileter blivit honom föredragna. Men med hans mäktiga stämma, med hans mästerliga och uttrycksfulla framsägning av talet gjorde hans ord en oemotståndlig verkan och fäste sig med övertygelsens makt i hans åhörares hjärtan. 
Värderad, älskad och beundrad av konungahus och folk, överhopades han med utmärkelser och ärebevisningar. 1810 kallades han till en av de aderton i Svenska Akademien, utsågs 1811 till hertigens av Södermanland lärare i kristendom och var från 1814 hans ständige biktfader, 1815 och vid alla riksdagar 1823–34 riksdagsman i prästeståndet, som 1815 insatte honom i lagutskottet, 1823 i konstitutionsutskottet och 1828 i lagutskottet samt 1812 valde honom till fullmäktig i Riksgäldskontoret och suppleant i Riksbankens styrelse. 1815 ordinarie bankofullmäktig, tjänstgjorde han som sådan till 1834. Han blev 1824 ordensbiskop i survivans och året därefter verklig ordensbiskop, 1830 konungens överhovpredikant och preses i hovkonsistorium, hedersledamot av Vitterhets-, historie- och antikvitetsakademien den 30 maj 1826, 1818 ledamot av Musikaliska Akademien, och 1827 av Vetenskapsakademien. Ledamot av kommittén för rikets undervisningsverk 1825 ägnade han alltid varmt intresse åt uppfostrings- och undervisningsväsendet. Minnen härav är bland annat prins Carls uppfostringsinrättning för fattiga barn samt Wallinska skolan, bildad efter hans idé. Ledamot i andliga ståndet av Serafimerorden med mera. Nya och förökade upplagor av hans Vitterhetsarbeten har utgivits efter hans död, ävensom två årgångar av hans Predikningar.
Erik Gustaf Geijer skrev strax efter hemkomsten från Wallins dödsbädd: "Ett ljus är släckt i Svea rike men ett oroligt, kanske allt för oroligt bröst även kommet till evig ro. Han är lycklig."

## Bibliografi

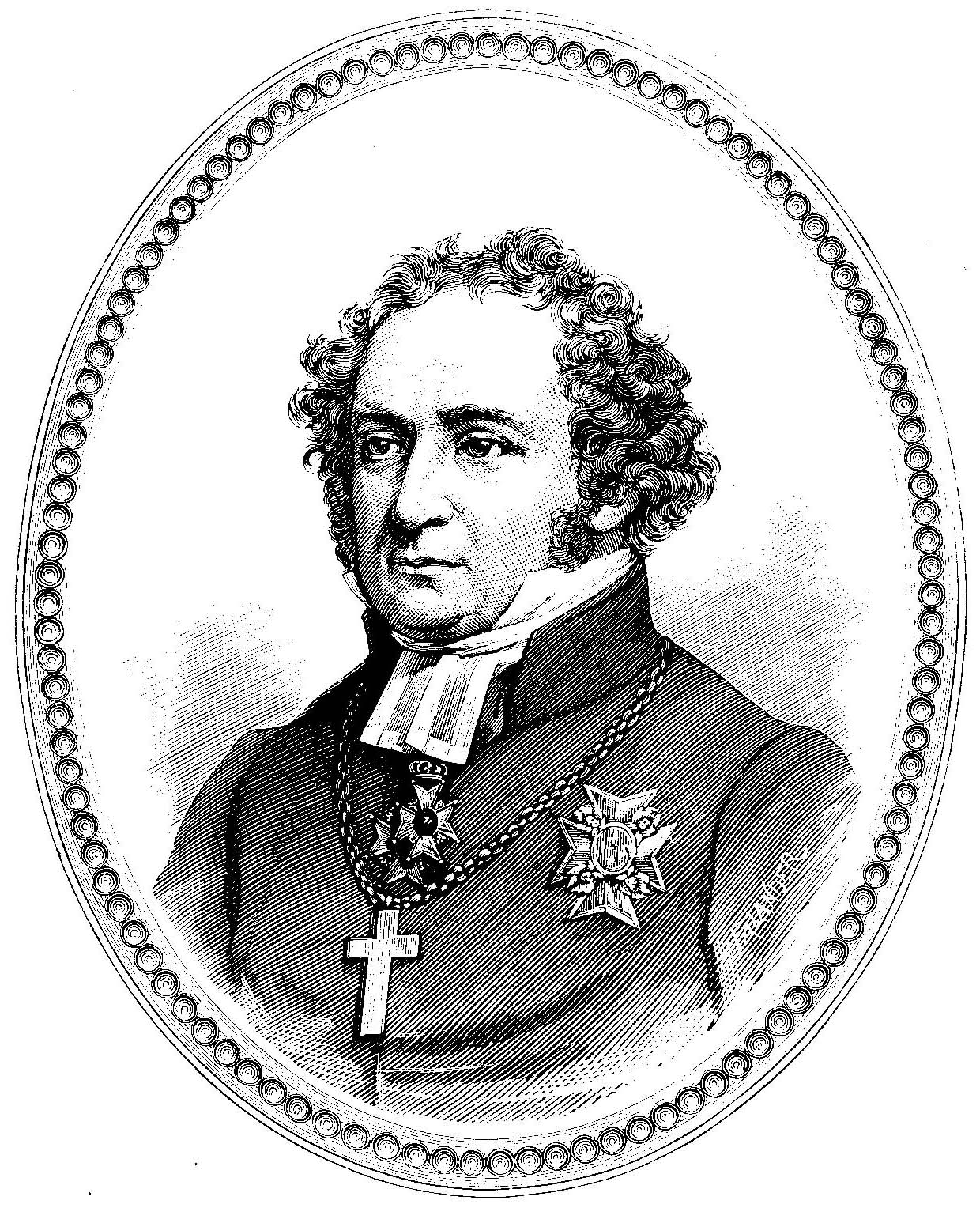
Johan Olof Wallin, 1893, ur boken Femtio porträtt af ryktbara svenskar.

### Tal
- Tal till Prins Oscar i Nordiska förste St. JohannisLogen, Stockholm 1817.[13]
- Tal på Svenska Bibelsällskapets första allm. sammankomst, Stockholm 1816.[13]
- Tal vid invigningen af en ny begrafningsplats för Westerås och St. Ilians församlingar, Stockholm 1818.[13]
- Tal i N. C. 28 Febr. 1819, Stockholm 1819.[13]
- Tal i Slottkapellet 28 Apr. 1825, Stockholm 1826.[13]
- Tal i Slottkapellet 19 Juni 1826, Stockholm 1826.[13]
- Tal vid Dr A. Z. Petterssons installation, Stockholm 1831.[13]
- Tal från altaret i Riddarholms-kyrkan 6 Nov. 1832, Stockholm 1832.[13]
- Tal vid invigningen af nya Cathedralskolehuset i Upsala, Stockholm 1837.[13]

### Likpredikningar med mera
- Liktal öfver Öfver Dir. Geyer, Stockholm 1815.[13]
- Liktal öfver Enkefru Tham, Stockholm 1818.[13]
- Liktal öfver Kammarmus. Askergren, Stockholm 1818.[13]
- Liktal öfver Pastor Primarius Dr Drysén, Stockholm 1818.[13]
- Liktal öfver Enkefru Geyer, Stockholm 1819.[13]
- Liktal öfver Ärkebisk. Lindblom, Stockholm 1819.[13]
- Liktal öfver Just. Borgmäst. Wallin, Stockholm 1820.[13]
- Liktal öfver Commercerådet Öberg, Västerås 1820.[13]
- Liktal öfver v. Pastor Kihlstedt, Västerås 1821.[13]
- Liktal öfver Brukspatron I. Littström, Stockholm 1823.[13]
- Liktal öfver Hofpred. och Kyrkoh. Colliander, Stockholm 1824.[13]
- Liktal öfver Theol. Lectorn Alm, Stockholm 1824.[13]
- Liktal öfver Fru M. Arfvedsson, Stockholm 1825.[13]
- Liktal öfver Fru Schön, Stockholm 1826.[13]
- Liktal öfver Grosshandl. Collin, Stockholm 1826.[13]
- Liktal öfver Kramhandl. Borg, Stockholm 1826.[13]
- Liktal öfver Kammararchivi-Insp. Friis, Stockholm 1826.[13]
- Liktal öfver Demois. Rooth, Stockholm 1826.[13]
- Liktal öfver Commerce-Rådet Arfvedson, Stockholm 1826.[13]
- Liktal öfver Dr Struve, Stockholm 1826.[13]
- Liktal öfver Stud. Arfvedson, Stockholm 1826.[13]
- Liktal öfver Rådman Berg, Stockholm 1826.[13]
- Liktal öfver Sidenkramhandl. Arrhenius, Stockholm 1826.[13]
- Liktal öfver Grosshandl. Ahlin, Stockholm 1827.[13]
- Liktal öfver Grossh. Fris, Stockholm 1827.[13]
- Liktal öfver Lifmedicus Wedenberg, Stockholm 1828.[13]
- Liktal öfver Öfverste Arbin, Stockholm 1828.[13]
- Liktal öfver Professor Dalman, Stockholm 1828.[13]
- Liktal öfver StatsRådet Schwan, Stockholm 1829.[13]
- Liktal öfver Doctorinnan Franzén, Stockholm 1829.[13]
- Liktal öfver H. Exc. Grefve Fleming, Stockholm 1831.[13]
- Liktal öfver Grosshandl. Muller, Stockholm 1831.[13]
- Liktal öfver Cancellirådinnan Wallmark, Stockholm 1836.[13]
- Liktal öfver Bokhandlaren Törnqvist, Stockholm 1836.[13]
- Liktal öfver Presidenten Frih, Fook, Stockholm 1837.[13]
- Två minnesord i Storkyrkans grafehor, Stockholm 1837.[13]
- Tacksägelse och bön vid H. Exc. Gr. Lagerbrings begrafning, Stockholm 1822.[13]
- Tacksägelse öfver Prosten Horster, Stockholm 1823.[13]
- Tacksägelse öfver Just. Ombudsman Ehrenborg, Stockholm 1823.[13]
- Tacksägelse öfver Biskop Mörner, Stockholm 1823.[13]
- Tacksägelse öfver Grosshandl.Lundgren And:son, Stockholm 1824.[13]
- Dödens Engel, Stockholm 1839.[13]

### Samlingar och urval i fulltext
- Dikter och psalmer : urval till 100-årsminnet av Johan Olof Wallins död / med inledning av Tor Andræ. Stockholm: Diakonistyr. 1939. Libris 22548741. https://runeberg.org/dikop/
- Dikter / utg. av Emil Liedgren och Sten Malmström. Svenska författare utgivna av Svenska vitterhetssamfundet, 0346-7864 ; 22. Stockholm: Svenska vitterhetssamf. 1955–1967. Libris 7754
  -  Del 1, Dikter 1794–1809. 1955–1957. Libris 18151284. https://litteraturbanken.se/forfattare/WallinJO/titlar/Dikter1/info
  -  Del 2, Dikter 1810–1839. 1963. Libris 18151285. https://litteraturbanken.se/forfattare/WallinJO/titlar/Dikter2/info
  -  Del 3, Kommentar till Dikter 1794–1809. 1958–1959. Libris 18151287. https://litteraturbanken.se/forfattare/WallinJO/titlar/Dikter3/info
  -  Del 4, Kommentar till Dikter 1810–1839. 1967. Libris 18151286. https://litteraturbanken.se/forfattare/WallinJO/titlar/Dikter4/info
- Persson, Tor (1978). Johan Olof Wallins tryckta skrifter: bibliografi. [Linköping]: [Förf.]. Libris 148457

## Psalmer i urval
Wallin är representerad i många psalmböcker utöver Den svenska psalmboken, till exempel Svenska Missionsförbundets sångbok 1920 (SMF1920). Nedan anges i huvudsak psalmens första och senaste publicering, mångfalden av psalmböcker framgår av respektive psalm. 

### Den svenska psalmboken 1819 (urval)
I 1819 års psalmbok har Wallin diktat , översatt och bearbetat 279 verk, Av dessa är 141 original.
- Den svenska psalmboken 1819
  - 1 Upp, psaltare och harpa (1986 nr 326) Finns på Wikisource.
  - 7 Oändlige, o du vars hand (1937 nr 539) skriven 1814. Vers 7 = Behåll oss, Herre, vid det hopp (SMF1920 nr 778)
  - 16 Min själ skall lova Herran (1695 nr 86, 1986 nr 9) bearbetad 1816 Finns på Wikisource.
  - 22 Gud trefaldig, stå oss bi (1695 nr 189, 1986 nr 336) bearbetad 1816 Finns på Wikisource.
  - 24 Allena Gud i himmelrik (1695 nr 192, SMF1920 nr 3, 1986 nr 3) bearbetat Nicolaus Decius text 1816 Finns på Wikisource.
  - 31 Du, Herre, i din hägnad tar (1986 nr 603) bearbetad 1816
  - 32 Dig, Herre Gud, är ingen lik, översättning
  - 35 Gud låter sina trogna här (1695 nr 195, SMF1920 nr 362, 1986 nr 177 och 483) bearbetat Jesper Svedbergs från tyskan översatta text av Georg ReimannFinns på Wikisource.
  - 36 Gud vare tack och ära (1695 nr 196, SMF1920 nr 359, 1937 nr 143) bearbetade 1816 Jesper Svedbergs från tyskan översatta text av Gottfried Wilhelm Sacer
  - 40 Mänska, i ditt hjärta står
  - 45 Länge, länge har mitt hjärta = Huru länge skall mitt hjärta (1819 nr 45, 1986 nr 349) skriven 1816
  - 51 Gläd dig, du Kristi brud (1695 nr 116, SMF1920 nr 75, 1986 nr 104) bearbetade 1819 Samuel Johan Hedborns tidigare 1700-tals svenska bearbetning. Från danskans 1500-talsversion av okänd översatt till svenska under 1600-taletFinns på Wikisource.
  - 52 Gör porten hög, gör dörren bred (1695 nr 117, SMF1920 nr 77, 1986 nr 107) bearbetade Georg Weissels text 1816 Finns på Wikisource.
  - 54 Jerusalem, höj upp din röst (SMF1920 nr 78 med 'häv' istället för 'höj upp din röst', 1986 nr 106) skriven 1813 Finns på Wikisource.
  - 55 Var hälsad, sköna morgonstund (SMF1920 nr 82, 1986 nr 119) skriven 1819 Finns på Wikisource.
  - 56 Se, natten flyr för dagens fröjd (SMF1920 nr 84, 1986 nr 120) bearbetat, möjligen efter Samuel Johan Hedborns text, 1813
  - 57 Lovsjungen Herrens nåd och makt (1937 nr 57) skriven 1819
  - 58 Världens Frälsare kom här (1695 nr 121, 1986 nr 112) bearbetat översättning 1816 Finns på Wikisource.
  - 59 Gläd dig, du helga kristenhet (1695 nr 124, 1937 nr 59) bearbetning 1816 av Samuel Johan Hedborns psalm från 1813
  - 63 Av himlens höjd oss kommet är (1695 nr 132, 1986 nr 125) bearbetad 1817 Finns på Wikisource.
  - 64 Välsignat vare Jesu namn (1695 nr 140, 1937 nr 64) bearbetning 1816 av Johan Åströms bearbetning från 1814 Finns på Wikisource.
  - 65 Jesu namn begynna skall (1937 nr 65) skriven 1819
  - 68 Stå upp, o Sion, och lovsjung (1986 nr 131) skriven 1819 Finns på Wikisource.
  - 69 Nu segrar alla trognas hopp (1986 nr 132) bearbetad 1819 Finns på Wikisource.

- - 70 Helga, Jesu, röst och hjärta, bearbetning
  - 73 Vänligt över jorden glänser (SMF1920 nr 55, 1986 nr 34) skriven 1818 Finns på Wikisource.
  - 80 Vilken kärlek oss bevisad
  - 83 Offret stundar
  - 86 Du går, Guds Lamm, du rena (SMF1920 nr 113, 1986 nr 136) översatte 1816 Christoph Christian Sturms text Finns på Wikisource.
  - 87 Se människan! Ack, vilken lott
  - 88 Jerusalem, i överdåd (1986 nr 453) bearbetad 1816
  - 93 O du, vår Herre Jesu Krist
  - 97 Med rört och tröstat hjärta
  - 99 Så är fullkomnat, Jesus kär (1695 nr 160, SMF1920 nr 136, 1986 nr 458) bearbetade 1816 Jesper Swedbergs text
  - 100 Ditt lidande har nått sitt slut (SMF1920 nr 133, 1986 nr 460) skriven 1816
  - 101 Den mun är tyst, som bad så ömt
  - 103 Sitt öga Jesus öppnat har
  - 104 Nu kommen är vår påskafröjd (1695 nr 162, SMF1920 nr 144, 1986 nr 465) bearbetat Olaus Petris text
  - 106 Upp, min tunga, att lovsjunga (1695 nr 157, SMF1920 nr 137, 1986 nr 147) bearbetaning 1819 av Gustaf Ållons översatta text, ursprungstexten av Venantius Fortunatus Finns på Wikisource.
  - 107 Sig fröjde nu var kristen man (1695 nr 166, 1986 nr 466) bearbetad 1819
  - 108 Han lever! O min ande, känn (1986 nr 469) skriven 1819 Finns på Wikisource.
  - 109 Låt oss fröjdas, gladligt sjunga Finns på Wikisource.
  - 110 Låt oss nu Jesus prisa (1695 nr 172, 1986 nr 468) bearbetat Haquin Spegels psalm 1819, efter Jesper Swedbergs insatser 1694, men utan not om medverkan 1986
  - 111 Jesus, du dig själv uppväckte (1695 nr 173, 1937 nr 111) bearbetad 1819
  - 113 Till härlighetens land igen (SMF1920 nr 152, 1986 nr 159) skriven 1816 Finns på Wikisource.
  - 114 Du som oss frälst ur syndens band (1986 nr 474) skriven 1814
  - 116 Allt fullkomnat är, o Jesu
  - 117 Upp att Kristi seger fira
  - 121 Hjälp, Gud, de trogna äro få, bearbetning
  - 123 Sion klagar med stor smärta (1695 nr 289, 1937 nr 168) bearbetat verserna 5–6 år 1816
  - 124 Vår Gud är oss en väldig borg (1695 nr 56, 1986 nr 237) bearbetad 1816 Finns på Wikisource.
  - 125 Hav i ditt minne Jesus Krist
  - 128 O min Jesus, dit du gått (1986 nr 577) skriven 1819
  - 129 Jesus, gör mig så till sinnes (SMF1920 nr 280, 1986 nr 274) bearbetat Johan Hjerténs text
  - 131 Helige Ande, sanningens Ande (1986 nr 365) skriven 1816
  - 134 Kom, helge Ande, Herre Gud (1695 nr 181, 1986 nr 51) bearbetad 1816 Finns på Wikisource.
  - 135 Dig, Helge Ande, bedja vi (1695 nr 182, 1986 nr 362) uppges i både 1819 och 1937 års psalmböcker vara bearbetad av Wallin, men utan not om medverkan i 1986 års psalmbok.
  - 139 Vi lova dig, o store Gud! (1986 nr 55) skriven 1811 Finns på Wikisource.
  - 140 Av himlens här den Högstes makt
  - 141 Dig, ljusens Fader, vare pris (SMF1920 nr 541, 1986 nr 63) skriven 1816 Finns på Wikisource.
  - 142 Betraktom väl de tio bud
  - 144 Gud har av sin barmhärtighet (O Gud, du av barmhärtighet) (1695 nr 220, 1986 nr 346) bearbetad 1816 från Samuel Ödmanns tolkning fyra år tidigare, men utan not om medverkan 1986 Finns på Wikisource.
  - 145 Om, Jesu, på min vandringsstig
  - 148 Helge Ande, du som samlar
  - 149 Låt barnen komma hit till mig
  - 153 Vad röst, vad ljuvlig röst jag hör (SMF1920 nr 504, 1986 nr 390) skriven 1813
  - 154 Vår Herres Jesu Kristi död (1695 nr 16, 1986 nr 388) bearbetad 1814 men utan not om medverkan 1986 Finns på Wikisource.
  - 159 Gud vare lovad och av hjärtat prisad
  - 162 Här ensam på mitt plågoläger, bearbetning
  - 167 En syndig man (1695 nr 251, 1937 nr 254) bearbetad 1819
  - 169 Mitt samvet' ur sin långa dvala, bearbetning
  - 171 Bepröva mig, min Gud, bearbetning
  - 172 Tiden flyr; när vill du börja
  - 173 I dag, om Herrens röst du hör
  - 174 Jag arma mänska, ho skall skilja, bearbetning
  - 175 Bönhör mig, Gud
  - 180 Beklaga av allt sinne (1695 nr 248) bearbetad okänt årtal
  - 184 Hjälp mig, min Gud, ack, fräls min själ (Jag till din måltid bjudits in) (1986 nr 529) skriven 1814
  - 186 Min högsta skatt, o Jesus kär (1695 nr 252, 1937 nr 282) bearbetad 1814
  - 190 O Gud, jag nödgas klaga
  - 193 Jag vet på vem jag tror (1986 nr 557)skriven 1816 Finns på Wikisource.
  - 194 Till dig allena, Jesu Krist (I dig, o Herre Jesus kär),  bearbetning av under 1500-talet till svenska översatt text. Det tyska ursprunget av Konrad Hubert och Johannes Schneesing Finns på Wikisource.
  - 195 O Jesus Krist, i dig förvisst (O Jesus Krist, i dig förvisst) (1986 nr 552) bearbetad 1816
  - 196 Säll den vars överträdelse, bearbetning
  - 199 O Gud, ditt rike ingen ser (1986 nr 366) skriven 1816
  - 201 Skapa i mig, Gud, ett hjärta (SMF1920 nr 288, 1937 nr 394) skriven 1816
  - 203 Hjälp mig, Jesus, troget vandra (1986 nr 576) skriven 1816
  - 208 Till dig jag ropar, Herre Krist (1695 nr 281, 1986 nr 564) bearbetad 1816
  - 209 Nu skall ej synden mera, bearbetning Finns på Wikisource.
  - 210 Vaka själ, och bed (SMF1920 nr 295, 1986 nr 566) skriven 1816 Finns på Wikisource.
  - 212 Har jag nåd hos Gud i höjden
  - 216 Jesus är min hägnad (Jesus, du min glädje) (1695 nr 266, SMF1920 nr 510, 1986 nr 354) bearbetade 1816 Johan Schmedemans från tyskan översatta text av Johann Franck, men utan not om medverkan 1986
  - 221 Av hjärtat haver jag dig kär (1695 nr 290, 1986 nr 239) bearbetad 1807
  - 224 Befall i Herrens händer (SMF1920 nr 36, 1986 nr 247). Finns på Wikisource.
  - 225 Säll du som dig åt Gud betror (1937 nr 305) skriven 1814
  - 226 På dig jag hoppas, Herre kär (1695 nr 46, SMF1920 nr 45, 1986 nr 550)  bearbetade 1816 Johan Åströms version av Adam Reusners text, men utan not om medverkan 1986 Finns på Wikisource.
  - 227 Gud är vår starkhet och vårt stöd (1695 nr 57, 1986 nr 371) bearbetad 1818 Finns på Wikisource.
  - 228 Mitt fasta hopp till Herren står, bearbetning
  - 229 Min Gud, på dig förtröstar jag (1695 nr 70, 1937 nr 312) bearbetat Haquin Spegels psalm 1816
  - 231 Ack, min själ, hav gladligt mod (1695 nr 287, 1937 nr 314) bearbetad 1816
  - 233 Hav tålamod, var from och god, bearbetning
  - 237 I världen är så mörkt och tungt
  - 240 Gud, låt min bön dig täckas
  - 242 När värld och vänner lämna dig
  - 244 Vad sörjer du så svåra, bearbetning
  - 245 Varför sörja, varför klaga (SMF1920 nr 299, 1937 nr 374) skriven 1817
  - 247 Glädje utan Gud ej finnes (1986 nr 561) skriven 1819
  - 248 Gud, min Gud, till dig jag ser
  - 249 Du, Herre Gud, allena
  - 252 På Gud, och ej på eget råd (SMF1920 nr 25, 1986 nr 555) bearbetat Christian Fürchtegott Gellerts text
  - 258 Att bedja Gud han själv oss bjöd (Att be till Gud han själv oss lär) (1986 nr 526) skrivit vers 3–6 1816
  - 262 Herre, du som från det höga
  - 266 Lovsjungen Herren, låtom oss med fröjdeljud (1937 nr 6) skriven 1813 Finns på Wikisource.
  - 267 Lovsjungen Herren, som i det höga (1937 nr 7) skriven 1814 Finns på Wikisource.
  - 270 Lovad vare Herren (1695 nr 303, 1986 nr 327) bearbetad 1811 men utan not om medverkan 1986
  - 271 Lova Gud i himmelshöjd, bearbetning
  - 273 Anamma from de dyra nådeorden
  - 274 Allt mänskosläktet av ett blod (SMF1920 nr 21, 1986 nr 588) skriven 1814 och 1816
  - 275 Stilla jag på dig vill akta (Stilla jag min blick vill fästa) (1986 nr 519) skriven 1818
  - 276 Vem är bland Jesu rätta vänner (SMF1920 nr 769) Finns på Wikisource.
  - 277 Ho är den som, trött av striden
  - 278 O mänska, hör det bud
  - 279 Giv, Gud, att ren och samvetsgrann (SMF1920 nr 279, 1937 nr 499) skriven 1816
  - 280 Av rikedom och världslig fröjd
  - 282 Ej större bröd oss kommer till
  - 283 Kristen, klandra ej din lycka, bearbetning
  - 284 I din vård, som räcker till
  - 285 I mänskors barn, som alla ägen (Ni mänskobarn som här i världen) (SMF1920 nr 275, 1986 nr 579) skriven 1809
  - 287 Säll den som, mot den arma huld
  - 288 När trygg och mätt du somnar in
  - 289 Mitt vittne vare Gud
  - 291 Hur mild och nådig är vår Gud (SMF1920 nr 722)
  - 294 Ho är den för Herren träder (Tänk på honom som var frestad) (1986 nr 569) skriven 1814
  - 295 O Gud, om allt mig säger
  - 296 O kärleksrike Gud
  - 297 Du som åt människan
  - 298 Oss kristna bör tro och besinna (Vi kristna bör tro och besinna), bearbetning.
  - 299 Om nåd och rätt jag tänker sjunga (1695 nr 85, 1937 nr 488) bearbetad 1819
  - 300 Hell, konung! Säll och lyckosam Finns på Wikisource.
  - 301 Dig, våra fäders goda land Finns på Wikisource.
  - 302 Vår konung och vårt fosterland Finns på Wikisource.
  - 304 O Gud, vår konung lyckliggör Finns på Wikisource.
  - 305 Välsigna, gode Gud, vår konung och vårt land Finns på Wikisource.
  - 306 Förgäves all den omsorg är (Förgäves all vår omsorg är) (1986 nr 595) bearbetad 1819
  - 308 Kristen, var för Herrens skull Finns på Wikisource.
  - 309 O store Allmakts-Gud (1695 nr 324, 1937 nr 493) bearbetad 1816
  - 311 Herre, du som himlens lagar
  - 314 O Gud, som herdar givit
  - 315 O Herre, ho skall bo (1695 nr 41, 1937 nr 223) omarbetad 1816 Finns på Wikisource.
  - 316 Du själv förordnat, store Gud (1695 nr 200, 1986 nr 419) bearbetning 1816 av Jesper Swedbergs psalm
  - 317 O Gud, ditt folk dig beder, bearbetning
  - 319 Väktare på Sions murar
  - 325 O huru ljuvlig är, bearbetning
  - 326 Hur fröjdar sig i templets famn (1986 nr 405) skriven 1813
  - 327 Kom, frälsta hjord
  - 333 O Gud, mig kristlig nyttja lär
  - 334 Du, Herre, avskilt har min lott
  - 335 Gud välsigna dessa hjärtan (SMF1920 nr 640)
  - 336 O du, vars kärlek sig förklarar Finns på Wikisource.
  - 338 Du, Herre, gott ej fann
  - 347 Du som för mig så innerlig
  - 349 O min Gud, vad härlig dager
  - 350 Till arv av mina fäder
  - 351 Du vars gudahjärta blödde
  - 353 För dig jag träder fram
  - 354 Du som, förrän min mun dig nämna kunnat
  - 357 O Gud, som mina steg ledsagar
  - 360 Jag haver en gång varit ung
  - 362 O Jesu Krist, du är min vän den bäste, bearbetning
  - 363 Gud, som mig i kärlek kände, bearbetning
  - 364 Ack, huru plågas jag (En Fader heter du) (1695 nr 332, 1937 nr 384) bearbetad 1816
  - 366 Du, all hälsas källa (SMF1920 nr 644, 1937 nr 385) bearbetade 1816 Olof Kolmodins text från 1734 Finns på Wikisource.
  - 369 Hälsans gåva, dyra gåva (SMF1920 nr 645, 1937 nr 390) skriven 1819 Finns på Wikisource.
  - 371 Nu farväl, vårt fosterland
  - 372 Kring rymden breddes fasa
  - 373 O Gud, vem skall jag klaga (1695 nr 249, 1937 nr 271) bearbetad 1819
  - 374 Ack, Herre, dig förbarma
  - 375 O Herre Gud, var har jag gjort
  - 378 Förfäras ej, du lilla hop, bearbetning
  - 379 Nu Herren Gud välsigne oss
  - 380 Jag tror på Gud och vet
  - 381 Förtälja vill jag, Gud, din nåd
  - 383 Ära ske Herren
  - 385 O du som alla hjärtan ser
  - 386 Hör ditt Sions bittra klagan
  - 387 Vänd av din vrede (Vänd bort din vrede) (1695 nr 308, 1986 nr 539) bearbetad 1813
  - 389 Vänden om, I sorgsna sinnen, (1695 nr 294, 1986 nr 599) bearbetning 1814 av Petrus Brask översättning, men utan not om medverkan 1986
  - 390 En Gud med faders hjärtelag
  - 391 En jämmerlig och usel ting (1937 nr 546) skriven 1816
  - 392 Den blida vår är inne (1986 nr 197) skriven 1807 Finns på Wikisource.
  - 395 O Gud, din himmel gråter
  - 396 Du mänskors Fader (1695 nr 313) bearbetning av Haquin Spegels psalm
  - 398 Herre, när din allmakts under, bearbetning
  - 401 Hur ljuv, o Gud, hur säll den lott
  - 402 Gud över oss förbarmar sig (bearbetning)
  - 403 O Herre, var oss nådelig
  - 404 Med hastat lopp och dunkelt sken (översättning)
  - 405 Var glad uti den goda dag
  - 406 Du som härlig ställde (1986 nr 330) Finns på Wikisource.
  - 410 Din godhet rätt att lova (bearbetning)
  - 413 Giv, o Jesus, fröjd och lycka (1695 nr 139, SMF1920 nr 700, 1986 nr 194) bearbetade 1819 Petrus Brasks till svenska översatta text, originaltext av Johannes Rist, men utan not om medverkan 1986.
  - 414 Ack, jordens barn, vår tid är kort (Jag är det trädet i din gård) (1986 nr 516), skriven 1816.
  - 415 Så lyktar än ett år sitt lopp
  - 416 Lov, pris och ära vare dig (bearbetning)
  - 417 När jag om morgonen uppstår (bearbetning)
  - 420 Din klara sol går åter opp (SMF1920 nr 671, 1986 nr 176), skriven 1814. Finns på Wikisource.
  - 421 Pris vare Gud som låter (SMF1920 nr 670, 1986 nr 177), skriven 1812.
  - 422 O Gud, som åter värdes mig
  - 423 Morgonrodnaden skall väcka (SMF1920 nr 645, 1986 nr 494), skriven 1814.
  - 424 Den signade dag (1695 nr 354, 1986 nr 175) bearbetade 1812 den medeltida svenska texten.
  - 426 Ljus av ljus, o morgonstjärna (1695 nr 356, 1986 nr 488) möjligen bearbetad 1814 av tidigare svensk översättare, men utan not om medverkan 1986.
  - 427 O Gud, dig vare lov och pris, bearbetning.
  - 428 Varmed skall jag dig lova (1695 nr 358, 1937 nr 428) bearbetning av Håkan Ekmans psalm. Finns på Wikisource.
  - 430 Vak upp, min själ, och var ej sen, bearbetning.
  - 431 Vi tacka dig så hjärtelig, bearbetning.
  - 432 O Gud, som allt med vishet styr
  - 434 Så går en dag än från vår tid (SMF1920 nr 674, 1986 nr 188) översatte 1814 Johann Friedrich Herzogs tyska text Finns på Wikisource.
  - 435 I min stilla hyddas sköte
  - 437 Jag i tysta skuggors timmar (Nu i tysta skuggan fången) (SMF1920 nr 280, 1986 nr 504) bearbetat Johan Hjerténs text men utan not om medverkan 1986.
  - 438 Den ljusa dag framgången är, bearbetning
  - 441 Nu denna dag förliden är, bearbetning
  - 446 Dig prisa vi, o Herre, översättning
  - 447 Herre, du för oss i nåd
  - 448 Gud, lär mig dock besinna
  - 451 Mina levnadstimmar stupa (1937 nr 543)
  - 452 Jag går mot döden var jag går = Jag går i fara, var jag går (SMF1920 nr 685, 1986 nr 619) bearbetat Erik Lindschölds text eller Hans Adolph Brorsons från 1734, men utan not om medverkan 1986.
  - 453 Mänska, o, vi dröjer du, bearbetning.
  - 454 I levernets bekymmer sänkt, bearbetning
  - 455 Allt vad vi på jorden äga (1695 nr 270, 1937 nr 545) bearbetad 1816
  - 456 Far din väg, du onda värld (1695 nr 271) bearbetad okänt årtal
  - 457 Ack, vad är dock livet här, bearbetning.
  - 458 Du snöda värld, farväl (1695 nr 273, 1937 nr 550) bearbetad 1816
  - 459 När jag uti min enslighet (1695 nr 388, 1937 nr 551) bearbetad 1816
  - 460 Såsom hjorten träget längtar, bearbetning.
  - 461 O hoppets dag, som klarnar opp
  - 462 Du som förhärdad gäckas, bearbetning.
  - 463 O evighet, din längd mig fast förskräcker (1695 nr 407) bearbetning av tidigare bearbetningar Finns på Wikisource.
  - 465 O syndaträl, som i din dvala dröjer (1695 nr 409) bearbetad från Jesper Swedbergs version
  - 466 Beklaga och begråta
  - 467 Herre Gud, för dig jag klagar (1695 nr 406, 1937 nr 547, 1986 nr 620) troligen endast språkförnyelse då not om medverkan togs bort redan 1937
  - 468 Gud, dig min sak hemställer jag, bearbetning.
  - 469 O Jesu Krist, sann Gud och man, bearbetning.
  - 470 Ack, Jesu Krist, mig nåd bete, bearbetning.
  - 471 O Jesu, när jag hädan skall (O Jesus, när mitt liv släcks ut) (1695 nr 387, 1986 nr 621), bearbetning. Wallin felaktigt angiven i 1819 års psalmbok som medförfattare, vilket rättades i nästa utgåva av psalmboken 1937. Finns på Wikisource.
  - 472 Kom, o Jesu, huru länge, bearbetning.
  - 473 Nu vill jag bryta upp.
  - 474 Älskar barnet modersfamnen, bearbetning.
  - 476 I världen är jag blott en gäst
  - 477 Jag längtar av allt hjärta, bearbetning.
  - 478 Så får jag nu med frid och fröjd, bearbetning.
  - 481 Var är den Vän, som överallt jag söker (SMF1920 nr 9, 1986 nr 305) skriven 1818 Finns på Wikisource.
  - 482 Mina ögon snart sig lycka
  - 483 En fridens ängel ropar
  - 484 Så skön går morgonstjärnan fram (SMF1920 nr 744, 1986 nr 319) skriven 1816 Finns på Wikisource.
  - 487 I hoppet sig min frälsta själ förnöjer (SMF1920 nr 745, 1986 nr 325) bearbetade 1819 Olaus Forsselius svenska översättning av Elle Andersdatters danska text Finns på Wikisource.
  - 488 Snart ligger bojan krossad (Med alla Herrens fromma) (SMF1920 nr 756, 1986 nr 616) skriven 1814.
  - 490 Så vandra vi all världens väg
  - 491 Kommen till en Fader åter
  - 492 Nu tystne de klagande ljuden (Låt gråten och klagan få stillna) (1937 nr 571, omarbetad 1986 nr 623) översatt 1816 och helt omarbetad av Olov Hartman 1979 då Wallins insats ströks ur psalmboken.
  - 493 Säll du som menlös fann din grav
  - 494 Stanna, ungdom, och hör till
  - 495 Så vila i välsignelse
  - 496 Vakna upp! en stämma bjuder (SMF1920 nr 739, 1986 nr 317) skriven 1816  Finns på Wikisource.
  - 497 O mänska, till en Fader kom (SMF1920 nr 740, 1937 nr 588) bearbetade 1814 George Marcis text, med not år 1937 om "efter en äldre psalm".
  - 498 En dag skall uppgå för vår syn, bearbetning Finns på Wikisource.
  - 499 En gång dö och sedan domen (1695 nr 405, 1986 nr 635) bearbetad 1816
  - 500 Du som fromma hjärtan vårdar (vers 7 redan 1695 nr 413, 1986 nr 77) bearbetad 1816 Finns på Wikisource.

### Den svenska psalmboken 1986
Wallin finns representerad i 1986 års psalmbok med totalt 76 verk varav 39 är originaltexter (nr 34, 55, 63, 106, 119, 131, 159, 176, 177, 197, 247, 305, 317, 319, 326, 330, 349, 365, 366, 390, 405, 460, 469, 474, 494, 512, 516, 519, 526, 529, 557, 561, 566, 569, 576, 577, 579, 588 och 616) och med 37 bearbetningar/översättningar (nr 9, 18, 51, 77, 104, 107, 112, 120, 125, 126, 132, 136, 147, 167, 175, 188, 199, 209, 237, 239, 243, 274, 325, 336, 371, 419, 453, 458, 465, 466, 539, 552, 555, 564, 595, 603 och 635).
Utöver 1986 års psalmer förekommer Wallin med stora mängder psalmer i andra tidigare psalmböcker, varav ett fåtal anges nedan där grad av insats angetts i psalmböckerna.

### A–Ö
- Ack, Herre hör min röst (SMF1920 nr 531) bearbetat Haquin Spegels text
- Beseglat är de trognas hopp (Tempeltoner) bearbetad efter Samuel Johan Hedborns bearbetning av Olaus Petris originaltext Finns på Wikisource.
- Den blomstertid nu kommer (1695 nr 317, 1986 nr 199) bearbetad 1819  Finns på Wikisource.
- Det ringer till vila och veckan går ut (1921 nr 652, 1986 nr 512) skriven 1838 Finns på Wikisource.
- Du livets bröd, o Jesus Krist (1695 nr 17, 1937 nr 191) bearbetad 1814
- En bygdens tärna, sjutton år skriven 1807 Finns på Wikisource.
- Ett barn är fött på denna dag (1986 nr 126) del av psalmen "Av himlens höjd oss kommet är ", bearbetad 1817 Finns på Wikisource.
- Förnya, Gud, vårt sinne (SMF1920 nr 702) bearbetat Haquin Spegels text
- Förrän männskostämmor hördes (SMF1920 nr 358) översatt Johann Andreas Cramers text
- Med oss är Herren Sebaot (SMF1920 nr 773) bearbetning av Sebaldus Heydens psalm
- Misströstande sörj ej för livet! (SMF1920 nr 29) bearbetat Haquin Spegels text
- O Gud, all sannings källa (1819 nr 260, 1986 nr 209) bearbetad 1816 Finns på Wikisource.
- Se Herrens ord är rent och klart (SMF1920 nr 171, Sionstoner 255) översatt W. Dachsteins text
- Våra stunder ila (1921 nr 657, 1937 nr 570) skriven 1827

### Övriga psalmer
Osäker grad av upphov eller att identifiera som bearbetade/översatta originaltexter.

#### A–Ö
- Ack, lär oss, Gud med fröjd och flit (SMF1920 nr 768)
- Dig vare lov, o Jesus Krist (1695 nr 125, 1986 nr 431) bearbetning 1816 men utan not om medverkan 1986
- Ditt ord, o Jesus bliva må (SMF1920 nr 179)
- En jungfru födde ett barn i dag (1695 nr 127, 1986 nr 124) bearbetad 1819 men utan not om medverkan 1986 Finns på Wikisource.
- En stjärna gick på himlen fram (1819 och 1937 nr 67, 1986 nr 130) bearbetad 1816 men utan not om medverkan 1986 Finns på Wikisource.
- O du, som gav ditt liv för fåren (SMF1920 nr 766), kan motsvara O gode Herde, du som gav ditt liv för fåren men den har inte Wallin angiven som medverkande Finns på Wikisource.
- O Fader vår, barmhärtig, god (1695 nr 188, 1986 nr 372) bearbetad 1816 men utan not om medverkan 1986 Finns på Wikisource.
- O Jesus, giv, att barnslig tro (SMF1920 nr 770) Finns på Wikisource.
- O världars Gud! (SMF1920 nr 694)
- Salig, salig den, som kände (SMF1920 nr 772)
- Se, huru gott och ljuvligt är (1695 nr 101, SMF1920 nr 293, 1937 nr 409) bearbetat Haquin Spegels text, dock utan not om medverkan i versioner av den svenska psalmboken
- Säll den som håller Jesus kär (1695 nr 19, 1986 nr 389) bearbetad 1814 men utan not om medverkan 1986 Finns på Wikisource.
- Till ett folks lycksalighet (SMF1920 nr 717) Finns på Wikisource.
- Var arbetsam, du jordens son! (SMF1920 nr 285)
- Ära ske Herren, ja Herren allena (SMF1920 nr 713)